# Clonk (film)
Pour les articles homonymes, voir Clonk.
Pour plus de détails, voir Fiche technique et Distribution.
Clonk est un court métrage français de Bertrand Lenclos, sorti en 2010.

## Synopsis
Une équipe de tournage, malmenée par un réalisateur tourmenté, débarque sur une île déserte.

## Thème
Dans ce court-métrage, Bertrand Lenclos s'intéresse au problème de la soumission à l'autorité, vue au travers des comportements d'une équipe de cinéma. Comment un seul homme, le réalisateur, peut-il emmener toute son équipe dans l'horreur, par la seule force de sa volonté ?

## Fiche technique
- Réalisation, scénario et montage : Bertrand Lenclos
- Photographie : Gilles Balezeaux et Bertrand Lenclos
- Son : Pascal Despres
- Décors : Didier Pons
- Langue : français
- Durée : 17 min 40 s

## Distribution
- Gilles Balezeaux
- Fabien Beillevaire
- Jackie Berroyer
- Bérengère Déméautis
- Thomas Letellier
- Céline Liquière
- Damien Molon
- Elodie Mouton
- Fred Tousch
- Anzu Wicks

## Distinctions
Ce court métrage, sélectionné dans de nombreux festivals en France et à l'étranger, a obtenu le Brutal d'or 2010 au Festival Cinémabrut de Mouans-Sartoux ainsi que le prix spécial du jury au Festival Cinéma d'Alès - Itinérances.
- 2010 : Brutal d'or au Festival Cinémabrut
- 2011 : Prix spécial du jury au Festival Itinérances d'Alès